# INVECS

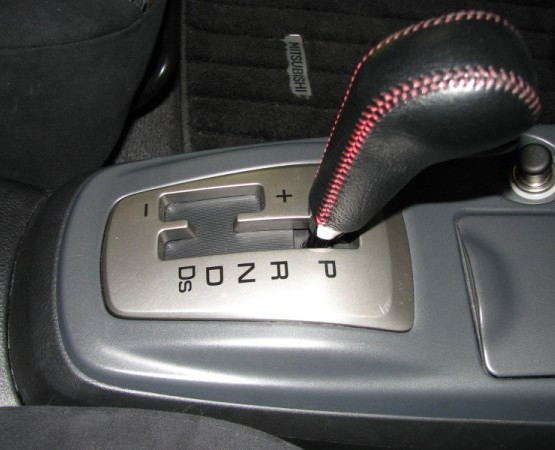
第二代三菱Lancer Wagon所搭載的INVECS-III CVT無段自動變速器

INVECS（日语：インテリジェント&イノヴェイティヴ・ヴィークル・エレクトロニック・コントロール・システム）乃是日本三菱汽車自1990年代起開發的自動變速系統或CVT無段自動變速器。

## INVECS
傳統的自動變速箱在下坡時會因車速升高而自動升檔，在轉彎時駕駛者常會鬆開油門也導致自動變速箱升檔，駕駛者為了減速而頻繁踩煞車，有可能過熱而失去煞車效果。1992年隨著大改款的第七代三菱Galant而導入的INVECS，控制自動變速箱的ECU程式以「模糊邏輯」（fuzzy logic）寫成，使得自動變速箱適時適當地保持在低檔位，特别在上下坡及轉彎的時候，可以提前降檔以切換最適當的車速。
採用車種：
- 第四代三菱Lancer
- 第四代三菱Mirage
- 第七代三菱Galant
- 第五代三菱Eterna
- 三菱Emeraude
- 第一代三菱Diamante（日语：三菱・ディアマンテ）
- 三菱Sigma（日语：三菱・シグマ）
- 第七代三菱Minica
- 第一代寶騰Wira
- 第一代寶騰Satria
- 第一代寶騰Putra
- 第一代寶騰將相

## INVECS-II
1994年首度搭載於三菱FTO，具有獨特自動學習功能，可以記住駕駛人的開車習慣，有助於變速箱的高效運作。其中「人工神經網路」可根據駕駛人踩油門、煞車的頻率與深淺度，自動感應其習性，配合行駛路況分析而提供最適切的換檔模式。再加上「Sports-Mode」手自排兩用系統，讓自排車享有類似手排車的換檔樂趣，操作時將排檔桿向右切即進入手動換檔的模式。最大的優點是不像傳統自排在手動操作時容易入錯檔，而且不需要收油門，反應時間比傳統自排快了0.2-0.3秒左右，讓動力銜接更流暢。此套「INVECS-II + Sports-Mode」在市場上博得好評之後，原廠大量使用在其他車種，並獲得第45屆汽車技術會「技術開發獎」、第30屆機械振興協會獎等獎項。
一開始推出時只有四速設定，後來也出現五速（第二代三菱Diamante是世界上首部量產的前置前驅五速自排車）、六速等設定。即便後來出現INVECS-III，三菱針對某些大排氣量或渦輪增壓車必須顧及扭力容許值，因而採用INVECS-II系統。
採用車種：
- 三菱FTO（日语：三菱・FTO）
- 三菱Lancer
- 第五代三菱Mirage
- 三菱Galant
- 三菱Legnum
- 三菱Pajero
- 第二代三菱RVR（N6x/N7x系）
- 第三代三菱Chariot Grandis
- 三菱Grandis
- 第二代三菱Diamante（日语：三菱・ディアマンテ）
- 三菱Carisma
- 三菱Lancer Evolution VII GT-A
- 三菱Lancer Evolution Wagon
- 三菱Outlander
- 三菱Delica D:5

## INVECS-III
2000年首度搭載於第六代三菱Lancer Cedia，INVECS-III行並不是以往所採用的行星齒輪式變速箱，而是CVT無段自動變速器或是六速半自動變速箱（海外版）。和INVECS-II型的相同點仍是可依據引擎的轉速高低及駕駛人的駕車習性，有效地控制減速比。至於CVT方面，「Sports-Mode」增加至六速，某些車種甚至配置了換檔撥片。
採用車種：
- 第六代三菱Lancer Cedia
- 三菱Colt
- 三菱Colt Plus
- 三菱Outlander
- 三菱Galant Fortis
- 三菱Delica D:5
- 第六代三菱Mirage
- 第三代三菱eK（日语：三菱・eK） / 三菱eK Space（日语：三菱・eKスペース）

## 外部連結
- MITSUBISHI最負盛名科技，INVECS-II+Sports-Mode （页面存档备份，存于）
- （英文）What is INVECS I-III? Features & technical parametres